# Mattias Skjelmose
Mattias Skjelmose Jensen, född 26 september 2000, är en dansk tävlingscyklist som tävlar för Lidl–Trek.

## Stall
- Leopard Pro Cycling (2020)[1]
- Trek–Segafredo (stagiaire) (2020)[2]
- Trek–Segafredo (2021–)[3]

## Meriter
2021
5:a totalt i Tour de l'Ain
6:a totalt i UAE Tour
7:a totalt i Tour of Norway
Vinnare  av ungdomstävlingen
8:a totalt i Danmark runt
2022
Vinnare  totalt av Tour de Luxembourg
Vinnare  av ungdomstävlingen
Vinnare av etapp 4 (tempolopp)
2:a totalt i Tour de l'Ain
Vinnare  av poängtävlingen
Vinnare  av ungdomstävlingen
3:a i Danska mästerskapen i tempolopp
3:a totalt i Tour de La Provence
Vinnare  av ungdomstävlingen
3:a totalt i Danmark runt
3:a totalt i Tour de Wallonie
5:a totalt i Route d'Occitanie
8:a i Clásica de San Sebastián
10:a i linjelopp vid Världsmästerskapen i landsvägscykling
2023
 Vinnare totalt av Tour de Suisse
 Vinnare av ungdomstävlingen
Vinnare av etapp 3
Vinnare av Maryland Cycling Classic
2:a totalt i Étoile de Bessèges
Vinnare  av ungdomstävlingen
Vinnare av etapp 4
 Dansk mästare i linjelopp
2:a i Vallonska pilen
2:a totalt i Danmark rundt
Vinnare av etapp 3
2:a i individuellt tempolopp vid Danska mästerskapen
3:a i Faun-Ardèche Classic
3:a i GP Miguel Induráin
5:a totalt i Tour des Alpes-Maritimes et du Var
Vinnare  av poängtävlingen
Vinnare av etapp 2
6:a i Faun Drôme Classic
8:a i Amstel Gold Race
9:a i Liège–Bastogne–Liège
9:a i Grand Prix Cycliste de Montréal
10:a i Grand Prix Cycliste de Québec
2024
 Dansk mästare i linjelopp
3:a totalt i Baskien runt
3:a totalt i Tour de Suisse
 Vinnare av ungdomstävlingen
3:a i Faun-Ardèche Classic
4:a totalt i Paris–Nice
Vinnare av etapp 6
5:a totalt i Vuelta a España
 Vinnare av ungdomstävlingen
5:a i Faun Drôme Classic
2025
Vinnare av Amstel Gold Race
2:a i Faun Drôme Classic
5:a totalt i Baskien runt
6:a i Faun-Ardèche Classic

### Etapplopp
| Grand Tour      | 2022 | 2023 | 2024 |
| --------------- | ---- | ---- | ---- |
| Giro d’Italia   | 40   | —    | —    |
| Tour de France  | —    | 29   | —    |
| Vuelta a España | —    | —    | 5    |

| —   | Deltog inte     |
| DNF | Fullföljde inte |